# Città di Penrith
La città di Penrith è una Local Government Area che si trova nel Nuovo Galles del Sud. Essa si estende su una superficie di 404,9 chilometri quadrati e ha una popolazione di 178.467 abitanti. La sede del consiglio si trova a Penrith.

## Sobborghi e località nel territorio della municipalità
- Agnes Banks
- Badgerys Creek
- Berkshire Park
- Cambridge Gardens
- Cambridge Park
- Castlereagh
- Claremont Meadows
- Colyton
- Cranebrook
- Emu Heights
- Emu Plains
- Erskine Park
- Glenmore Park
- Jordan Springs
- Jamisontown
- Kemps Creek
- Kingswood
- Kingswood Park
- Leonay
- Llandilo
- Londonderry
- Luddenham
- Mount Vernon
- Mulgoa
- North St Marys
- Orchard Hills
- Oxley Park
- Penrith
- Regentville
- St Clair
- St Marys
- South Penrith
- Wallacia
- Werrington
- Werrington County
- Werrington Downs